# Port lotniczy Dawson City
Port lotniczy Dawson City (IATA: YDA, ICAO: CYDA) – port lotniczy położony w Dawson City, w Jukonie, w Kanadzie.